# Phytocoris ingens
Phytocoris ingens är en insektsart som beskrevs av Van Duzee 1920. Phytocoris ingens ingår i släktet Phytocoris och familjen ängsskinnbaggar. Inga underarter finns listade i Catalogue of Life.